# Villa Castelnuovo (Palermo)
(Francesco Paolo Perez, Orazione in morte di Ruggero Settimo, 12 maggio 1863)
Villa Castelnuovo è un parco storico sito nella Piana dei Colli di Palermo.
Nata a metà del XVIII secolo come residenza estiva della famiglia aristocratica dei Cottone, nei primi decenni del XIX secolo la villa fu abitata dal principe di Castelnuovo Carlo Cottone, massimo promotore della Costituzione siciliana del 1812, che qui si ritirò a vita privata dopo l'abbandono dell'impegno politico. Mosso da una forte vocazione filantropica, Carlo Cottone decise di trasformare la sua villa nella sede di un istituto agrario destinato a formare giovani agricoltori.
L'Istituto Agrario Castelnuovo fu ufficialmente inaugurato da Ruggero Settimo nel 1847. Divenuto una realtà formativa di grande prestigio e notorietà, premiata con varie medaglie al valore a cavallo tra la fine dell'Ottocento e l'inizio del novecento, l'Istituto ha cessato le proprie attività educative nel secondo dopoguerra.
All'interno del parco si ergono vari edifici in stile neoclassico, tra cui spicca il grande Gymnasium progettato da Antonino Gentile. Del complesso di Villa Castelnuovo fa parte anche il Teatro di Verdura.
La villa è gestita dall'IPAB, Istituto Principe di Castelnuovo e Villaermosa.

## Storia

### Le origini
La genesi della villa si deve al principe di Castelnuovo Gaetano Cottone, che nella seconda metà del settecento, seguendo la moda dei nobili del tempo, stabilì nella Piana dei Colli la propria residenza di villeggiatura estiva. La villa dei principi di Castelnuovo sorse a fianco di Villa Bordonaro, a poca distanza da quello che nei decenni seguenti, per volere di Ferdinando III di Sicilia, sarebbe divenuto il Parco della Favorita. Su impulso del suo fondatore la villa fu dotata di varie strutture architettoniche ispirate alla moda neoclassica, nonché di un teatro di verzura e di opere d'arte come la Fontana della Musica scolpita da Ignazio Marabitti.
Dopo la morte di Gaetano Cottone nel 1803, la proprietà della villa passò a suo figlio Carlo, tra le più eminenti personalità politiche del Regno di Sicilia.

### L'Istituto Agrario

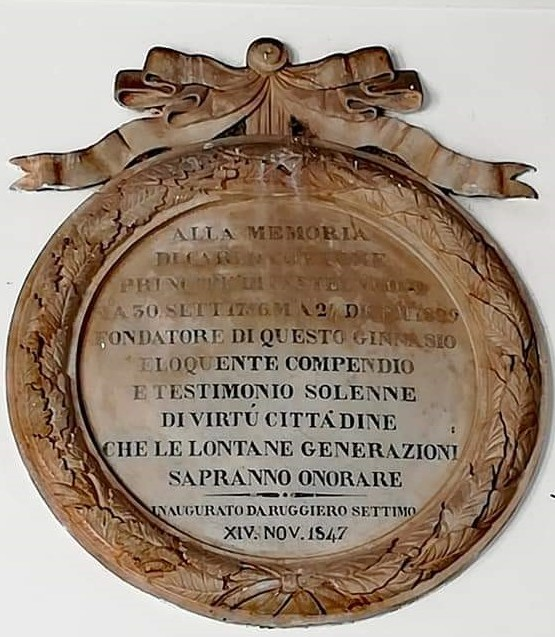
Lapide commemorativa dell'inaugurazione dell'Istituto Agrario Castelnuovo

Ritiratosi dalla politica nel 1815, amareggiato dal colpo di mano borbonico che avrebbe condotto alla soppressione della Costituzione del 1812, Carlo Cottone si rifugiò nella sua villa, dove concepì il progetto dell'Istituto Agrario. Determinato a portare a compimento il suo progetto filantropico, il principe di Castelnuovo vi destinò ingenti risorse provenienti dal suo patrimonio personale, ottenendo anche l'autorizzazione del governo con un decreto datato 5 ottobre 1819.
Durante i moti indipendentisti scoppiati a Palermo nel 1820, tuttavia, le risorse che Cottone aveva destinato alla fondazione dell'Istituto furono incamerate dalla Giunta Rivoluzionaria e non più restituite al legittimo proprietario. Malgrado ciò, con ulteriori sacrifici, il principe commissionò all'architetto Antonino Gentile la progettazione e la costruzione del Gymnasium. La cupola del grande edificio fu inoltre decorata da Giuseppe Varrica e dall'artista Francesco Ognibene con quattro affreschi a tema mitologico-agreste. Fedele alla sua vocazione, sul cancello d'ingresso di Via Resuttana il principe di Castelnuovo volle fare incidere il motto "E proprio delicio publica utilitas".
Morto nel 1829 senza aver visto sorgere il suo istituto, Cottone aveva precedentemente nominato suo esecutore testamentario l'amico Ruggero Settimo. Sarà proprio quest'ultimo, dopo non poche difficoltà, ad inaugurare l'apertura dell'Istituto Agrario Castelnuovo il 14 novembre 1847. Appena due mesi dopo a Palermo scoppierà la Rivoluzione siciliana capeggiata dallo stesso Settimo, erede politico di Cottone.
Primo direttore dell'Istituto fu l'agronomo e botanico Giuseppe Inzenga, che ne resterà alla guida per molti anni.

### Attualità
Nel secondo dopoguerra Villa Castelnuovo divenne proprietà della Regione Siciliana, sotto la gestione dell'IPAB Istituto Principe di Castelnuovo e Villaermosa.
Cessate le attività educative verso la fine degli anni cinquanta, il parco è oggi adibito a varie destinazioni.
Dal 1963 il Teatro di Verdura è utilizzato durante l'estate per le rappresentazioni del Teatro Massimo e per numerosi concerti di celebrità italiane ed internazionali.
Una parte dei terreni è stata affidata all'Università di Palermo, che vi ha installato alcune serre. Nei terreni della villa hanno inoltre sede gli impianti del Circolo del Tennis di Palermo ed il Club Ippico Siciliano.
Negli ultimi anni l'attenzione nei confronti della riqualificazione e del recupero della memoria storica del parco è cresciuta. Il 5 ottobre 2019 è stato celebrato il 200º anniversario del decreto di fondazione dell'Istituto Agrario. Nel settembre 2020 Villa Castelnuovo ha ospitato cinque serate della rassegna cinematografica "'A Storia d'a Sicilia Film Festival", organizzata dalla Cooperativa Carlo Cottone, in collaborazione con Panaria Film e l'Archivio Siciliano del Cinema, ed inaugurata da Vittoria Alliata di Villafranca.